# Boris Pougo
Boris Karlovitch Pougo (en letton : Boriss Pugo, en russe : Борис  Карлович Пуго), né le 19 février 1937 à Kalinine (aujourd'hui Tver) et mort le 22 août 1991 à Moscou, une personnalité politique soviétique, d'origine lettone.

## Biographie
Pougo grandit dans une famille lettone, communiste, qui fuit la Lettonie en 1918 après la déclaration d'indépendance du pays. En 1940, alors qu'il est enfant, sa famille retourne en Lettonie après son annexion par l'Union soviétique.
Pougo est diplômé de l'école polytechnique de Riga en 1960. Il travaille dans différentes cellules du Komsomol, puis pour le Parti communiste. Entre 1960 et 1984, il est successivement premier secrétaire du Comité central du Komsomol de la Lettonie soviétique, secrétaire du Comité central du Komsomol de l'URSS, premier secrétaire du Comité du parti soviétique de la RSS de Lettonie, et chef du KGB, le service de renseignement, en Lettonie soviétique.
Pougo est premier secrétaire du Parti communiste de Lettonie du 14 avril 1984 au 4 octobre 1988. Il est alors appelé à Moscou par Mikhaïl Gorbatchev pour lutter contre la corruption qu'il juge omniprésente, en tant que président de la Commission de contrôle du Parti communiste (en), succédant à Mikhaïl Solomentsev.
Au début de 1990, il est nommé ministre de l'Intérieur, un poste où il n'hésite pas à faire usage de la force. Il est au centre du putsch de Moscou d'août 1991,, où il use de son pouvoir pour tenter de mater la résistance au coup d'État. Après l'échec de l'opération, il se suicide, avec sa femme, avant de pouvoir être arrêté. Certains médias évoquent un assassinat.